# Netinho (Os Incríveis)
Luiz Franco Thomaz, mais conhecido como Netinho (Santos, 5 de abril de 1946), é um músico brasileiro, famoso por ter sido o baterista da banda Os Incríveis.

## História
Netinho mudou-se para São Paulo em 1960 e entrou para a banda The Clevers, banda que em 1963 daria origem a Os Incríveis. Ao seu lado: Mingo (vocal e guitarra), Risonho  (guitarra), Manito (saxofone) e Neno (baixo) (substituído por Nenê em 1965). 
Os Incríveis transformaram-se em um dos conjuntos mais famosos do Brasil, na mesma época dos Beatles e Rolling Stones. 
Em 1963, viajaram pela Europa acompanhando a cantora Rita Pavone, com quem Netinho manteve um badalado e polêmico romance. 1965 - Os Incríveis retornaram ao Brasil para participar no programa Jovem Guarda com Roberto Carlos, Erasmo Carlos e Wanderléa pela TV Record. Em seguida foram contratados para comandar o programa "Os Incríveis", pela TV Excelsior. Em 1966, filmaram na Europa o filme longa metragem “Os Incríveis Neste Mundo Louco”, onde Netinho conheceu sua esposa.
De volta ao Brasil a canção "Era um Garoto Que, Como Eu, Amava os Beatles e os Rolling Stones" estava fazendo sucesso nacional. Em 1967, o conjunto era líder de audiência na TV Tupi com “Vendedor de Bananas” de Jorge Benjor. Em 1968, viajaram para o Japão. Apresentaram dezenas de shows e gravaram em japonês as músicas “Kokorononiji”, “I Love Tokio” e “Sayonara”. 
Em 1970, Os Incríveis chegaram no topo das paradas brasileiras com a música “Eu Te Amo Meu Brasil”. No ano de 1972 o grupo se separou. 
Netinho montou o grupo Casa das Máquinas, com três LPs pela Som Livre. Os maiores sucessos: “Vou Morar no Ar” e “Casa de Rock”. Em 1980 Netinho criou um selo independente, gravando 2 LPs solo, projeto Amor e Caridade volume 1 e 2.
Netinho, ao lado de Eduardo Araújo, produziu o show Novo de Novo, comemorando 30 anos de Jovem Guarda, com a participação de Wanderléa, Ronnie Von, Golden Boys, Silvinha, Eduardo Araújo, Os Incríveis, Bobby di Carlo, Martinha e Leno e Lílian, superlotou quatro semanas na casa de show Tom Brasil em São Paulo. O Projeto foi gravado ao vivo em 2 CDs. 
Gravou com a nova formação dos Incríveis um CD ao vivo em 2001 no teatro Polytheama de São Paulo, lançado em janeiro de 2002 pela Warner/Continental, produzido por Netinho e Sandro Haick, seu filho, multi-instrumentista, compositor e produtor. 
Netinho gravou e produziu um CD para o Centro de Apoio às Crianças Carentes com Câncer, com a participação de mais de 40 artistas.

## Discografia
| Ano  | Gravadora     | Álbum                                                                | Formato  |
| ---- | ------------- | -------------------------------------------------------------------- | -------- |
| 1965 | Continental   | Os Incríveis                                                         | Compacto |
| 1965 | Continental   | Os Incríveis                                                         | Compacto |
| 1966 | Continental   | Os Incríveis                                                         | LP       |
| 1966 | Continental   | Os Incríveis                                                         | Compacto |
| 1967 | Continental   | Os Incríveis Neste Mundo Louco                                       | LP       |
| 1967 | Continental   | Os Incríveis                                                         | Compacto |
| 1967 | RCA           | Os Incríveis Neste Mundo Louco                                       | Compacto |
| 1967 | Continental   | Os Incríveis                                                         | Compacto |
| 1967 | RCA           | Para os Jovens que Amam os Beatles, os Rolling Stones e Os Incríveis | LP       |
| 1967 | RCA           | Os Incríveis                                                         | Compacto |
| 1968 | RCA           | Os Incríveis                                                         | Compacto |
| 1968 | RCA           | Os Incríveis                                                         | Compacto |
| 1968 | RCA           | Os Incríveis                                                         | Compacto |
| 1968 | RCA           | Os Incríveis                                                         | Compacto |
| 1968 | RCA           | Os Incríveis Internacionais                                          | LP       |
| 1968 | RCA           | Os Incríveis no Japão                                                | Compacto |
| 1969 | RCA           | Os Incríveis                                                         | Compacto |
| 1969 | RCA           | Os Incríveis                                                         | Compacto |
| 1969 | RCA           | Os Incríveis                                                         | LP       |
| 1970 | RCA           | Os Incríveis                                                         | Compacto |
| 1970 | RCA           | Os Incríveis                                                         | Compacto |
| 1970 | RCA           | Os Incríveis                                                         | Compacto |
| 1970 | RCA           | Os Incríveis (em Espanhol)                                           | Compacto |
| 1970 | RCA           | Os Incríveis                                                         | Compacto |
| 1970 | RCA           | Os Incríveis                                                         | LP       |
| 1970 | RCA           | Os Incríveis (Promocional)                                           | Compacto |
| 1970 | RCA           | Os Incríveis                                                         | Compacto |
| 1971 | RCA           | Os Incríveis                                                         | Compacto |
| 1971 | RCA           | Os Incríveis                                                         | Compacto |
| 1971 | RCA           | Os Incríveis                                                         | LP       |
| 1971 | RCA           | Os Incríveis (Promocional)                                           | Compacto |
| 1972 | RCA           | Os Incríveis                                                         | Compacto |
| 1973 | RCA           | Os Incríveis                                                         | Compacto |
| 1973 | RCA           | Os Incríveis                                                         | Compacto |
| 1974 | RCA           | Os Incríveis                                                         | Compacto |
| 1975 | RCA           | Os Incríveis                                                         | Compacto |
| 1975 | RCA           | Isso é a Felicidade                                                  | LP       |
| 1975 | RCA           | Os Incríveis                                                         | Compacto |
| 1975 | RCA           | Os Incríveis                                                         | Compacto |
| 1975 | RCA           | Os Incríveis                                                         | Compacto |
| 1976 | RCA           | Os Incríveis                                                         | Compacto |
| 1976 | RCA           | Os Incríveis                                                         | Compacto |
| 1976 | RCA           | Os Incríveis                                                         | Compacto |
| 1977 | RCA           | Os Incríveis                                                         | Compacto |
| 1977 | RCA           | Os Incríveis                                                         | Compacto |
| 1978 | RCA           | Os Incríveis                                                         | Compacto |
| 1979 | RCA           | Os Sucessos da parada                                                | LP       |
| 1979 | RCA           | Os Incríveis                                                         | Compacto |
| 1979 | RCA           | Os Incríveis                                                         | Compacto |
| 1981 | RCA           | Os Incríveis                                                         | LP       |
| 1982 | RCA           | Os Incríveis                                                         | Compacto |
| 1974 | Som Livre     | Casa das Maquinas                                                    | LP       |
| 1975 | Som Livre     | Casa das Maquinas                                                    | LP       |
| 1976 | Som Livre     | Casa das Maquinas, Casa do Rock                                      | LP       |
| 1980 | RCA           | Projeto Amor e Caridade (Apartamento 97)                             | LP       |
| 1982 | Independente  | Projeto Amor e Caridade vol 2                                        | LP       |
| 1996 | Paradoxx      | Novo de Novo , Jovem guarda ao Vivo Vol 1 e 2                        | LP       |
| 2000 | UNAMUS        | Deus Abençoe as Crianças                                             | LP       |
| 2001 | Warner Music  | Os Incríveis ao Vivo                                                 | LP       |
| 2005 | Indie Records | The Originals: Pra Todo Mundo Ouvir ao Vivo                          | CD e DVD |